# ويليام لي روي إميت
ويليام لي روي إميت (بالإنجليزية: William Le Roy Emmet) هو مهندس أمريكي، ولد في 10 يوليو 1859 في نيو روتشيل في الولايات المتحدة، وتوفي في 26 سبتمبر 1941.

## وصلات خارجية
- ويليام لي روي إميت على موقع إن إن دي بي (الإنجليزية)